# Heliotropium lithospermoides
Heliotropium lithospermoides är en strävbladig växtart som beskrevs av Emilio Chiovenda. Heliotropium lithospermoides ingår i Heliotropsläktet som ingår i familjen strävbladiga växter. Inga underarter finns listade i Catalogue of Life.